# Stazione di Yamada
La stazione di Yamada (山田駅?, Yamada-eki) è costituita da due stazioni collegate servite dalla Monorotaia di Ōsaka e dalla linea Senri delle Ferrovie Hankyū. La stazione della monorotaia è segnalata dal numero (16).

## Linee
Ferrovie Hankyū
■ Linea Hankyū Senri
 Monorotaia di Ōsaka
■ Linea principale

## Struttura

### Ferrovie Hankyū
La stazione Hankyū è realizzata in superficie e dispone di due marciapiedi laterali con due binari passanti.
| Ovest | ■ Linea Hankyū Senri | per Kita-Senri                                                                          |
| Est   | ■ Linea Hankyū Senri | per Awaji, Tenjinbashisuji Rokuchōme e, via linea Sakaisuji, Dōbutsuen-mae e Tengachaya |

### Monorotaia
La stazione della monorotaia è realizzata in viadotto e dispone di un marciapiede a isola centrale con due binari passanti.
| 1 | ■ Monorotaia di Ōsaka | per Bampaku-kinen-kōen, Minami Ibaraki, Kadoma-shi e Saito-nishi |
| 2 | ■ Monorotaia di Ōsaka | per Senri-Chūō, Hotarugaike e Aeroporto Internazionale di Osaka  |

## Stazioni adiacenti
| «                   | Servizio           | »                  |
| Linea Hankyū Senri  | Linea Hankyū Senri | Linea Hankyū Senri |
| ------------------- | ------------------ | ------------------ |
| Minami-Senri        | Locale             | Kita-Senri         |
| Monorotaia di Osala |                    |                    |
| Senri-Chūō          | Locale             | Bampaku-kinen-kōen |